# Glassnijder (insect)
De glassnijder (Brachytron pratense) is een echte libel (Anisoptera) uit de familie van de glazenmakers (Aeshnidae). Het is een kleine, vroeg vliegende glazenmaker die vrij algemeen voorkomt. De hoge dichtheden in de Nederlandse laagveengebieden zijn in internationaal opzicht waardevol. In België is de soort zeer zeldzaam.
De wetenschappelijke naam van de soort werd in 1764 als Libellula pratensis gepubliceerd door Otto Friedrich Müller.

## Kenmerken
De glassnijder is een kleine glazenmaker met mozaïekpatroon op het achterlijf. De mannetjes zijn overwegend blauw met zwart gekleurd en de vrouwtjes geel met zwart. De borststukzijde is geelgroen met twee vrij brede zwarte naadstrepen. Het achterlijf en vooral het borststuk zijn opvallend donzig behaard (niet zichtbaar in de vlucht). De vorm van de gekleurde vlekjes op het achterlijf is smal en lang, anders dan bij andere glazenmakers. De pterostigma’s zijn lang en zeer smal. Het mannetje heeft blauwe vlekken op het achterlijf en blauwe ogen. De geelgroene schouderstrepen zijn lang en smal. Segment 3 is niet ingesnoerd, zoals bij mannetjes van andere glazenmakers. Het vrouwtje heeft gele vlekken op het achterlijf en bruine ogen. De schouderstrepen zijn gereduceerd tot vlekjes. De lichaamslengte van volwassen dieren ligt tussen 54 en 63 millimeter, de spanwijdte is 70–80 mm.
De larve is vrij klein (35–40 mm) en smal met kleine bolle ogen en een lange cercus.

## Vliegtijd
De vliegtijd is vroeg, van eind april tot en met eind juli, met een duidelijke piek in mei en juni. In juli kan de glassnijder nog in lage dichtheden rondvliegen, terwijl de gelijkende paardenbijter dan net begint te vliegen.

## Gedrag en voortplanting
De larven leven tussen waterplanten in ondiep water. Ze overwinteren twee of drie keer, vaker dan andere glazenmakers. Uitsluipen gebeurt vroeg: van eind april tot begin juli, met een piek in eind mei tot begin juni. Mannetjes vliegen laag zigzaggend over het water dicht langs de oevervegetatie, op zoek naar vrouwtjes. Jagende glassnijders zijn vaak te vinden langs bosranden, in open rietmoeras en boven hooilanden. Eitjes worden solitair door het vrouwtje afgezet, in allerlei plantenmateriaal.

## Habitat
De glassnijder komt in de grootste dichtheden voor in laagveenmoerassen. Andere geschikte habitats zijn vegetatierijke plassen, poelen, vennen, sloten en kanalen. De glassnijder vliegt bij helder, matig voedselarm tot voedselrijk water met een goed ontwikkelde, vaak hoge en gevarieerde oever- en watervegetatie. De meeste vindplaatsen hebben bos in de directe nabijheid. De hoogste aantallen zijn te zien in laagveenmoerassen (bijvoorbeeld bij verlandende petgaten, poelen in trilveen, kwelsloten) met een hoge en structuurrijke oever- en watervegetatie. De verspreidingsgegevens sinds eind 20e eeuw laten zien dat de glassnijder minder kritisch is dan eerder werd aangenomen.

## Verspreidingsgebied
Het verspreidingsgebied van de glassnijder loopt oostelijk tot aan de Oeral, maar de soort komt niet voor in Afrika. In Europa komt de soort vooral voor in West-, Midden-, en Oost-Europa. Hij komt beperkt voor in Scandinavië (alleen in het zuiden) en op het Iberisch Schiereiland (slechts enkele locaties). In Zuidoost-Europa is het verspreidingsgebied verbrokkeld. In Nederland kan de glassnijder overal worden aangetroffen. Het zwaartepunt van de verspreiding ligt in de grote laagveengebieden en in delen van het rivierengebied.

## Verwante en gelijkende soorten
Verwarring is mogelijk met de paardenbijter (Aeshna mixta) en de zuidelijke glazenmaker (Aeshna affinis). Er is enige gelijkenis met de paardenbijter door het geringe formaat en de mozaïektekening op het achterlijf. De glassnijder oogt echter compacter en de vliegtijd van beide soorten overlapt nauwelijks. In vlucht valt het verschil in borststuktekening op: uitgebreider geel/groen bij de glassnijder. Met de zuidelijke glazenmaker is er enige gelijkenis door de borststuktekening, evenals het kleine formaat en de blauwe vlekjes op het achterlijf. De zuidelijke glazenmaker oogt echter veel blauwer en heeft eveneens een vliegtijd die nauwelijks overlapt.
In het larvenstadium is verwarring met andere soorten nihil door de vorm en grootte van de ogen (klein en bol); de larven van andere glazenmakers uit het geslacht Aeshna hebben grotere ogen.

## Bedreigingen en bescherming
De soort staat op de Rode Lijst van de IUCN als niet bedreigd, beoordelingsjaar 2013, de trend van de populatie is volgens de IUCN stabiel.
De glassnijder gold op de Nederlandse Rode Lijst (2004) nog als kwetsbaar, maar op de lijst van 2015 komt de soort niet meer voor. Op de Belgische Rode Lijst (1998) geldt hij als met uitsterven bedreigd.